# ویکتور کامپوزانو
ویکتور کامپوزانو (انگلیسی: Víctor Campuzano؛ زادهٔ ۳۱ مهٔ ۱۹۹۷) بازیکن فوتبال اهل اسپانیا است.
از باشگاه‌هایی که در آن بازی کرده‌است می‌توان به باشگاه فوتبال اسپانیول و باشگاه فوتبال اسپورتینگ خیخون اشاره کرد.
وی همچنین در تیم ملی فوتبال زیر ۱۹ سال اسپانیا بازی کرده‌است.